# Joachim Boldsen
 Ikke at forveksle med Joachim B. Olsen.
Joachim Rietveld Boldsen (født 30. april 1978 i Helsingør) er en dansk tidligere håndboldspiller, som senest spillede i KIF Kolding København. Han er søn af den tidligere landsholdsspiller Steen Boldsen. Han startede sin håndboldkarriere i barndomsklubben Helsingør Idrætsforening
Han har i perioden 1998-2008 været en vigtig brik på  Danmarks håndboldlandshold, og han spillede i flere år hos den tyske storklub SG Flensburg-Handewitt, hvor han opholdt sig fra 2001 til 2007, og han var i 2004 med til at vinde klubbens allerførste mesterskab. I 2007 forlod han klubben til fordel for AaB Håndbold i den danske Håndboldliga. Han skiftede dog efter kun en enkelt sæson i Aab og spillede derefter i FC Barcelona. Han sluttede sin karriere i AG København   
Tidligere har Boldsen spillet for bl.a. Helsingør IF, GOG Gudme, TV Großwallstadt og Ajax Farum.
I juni 2006 kritiserede klubledelsen i SG Flensburg-Handewitt Boldsen for at ønske sig bort fra klubben, hvilket – ifølge klubben – skulle have haft en indflydelse på den kendsgerning, at klubben ikke blev mestre i 2006.
I dag arbejder Joachim Boldsen som ekspert, vært og reporter på TV3 Sport - blandt andet løser han mange opgaver for den digitale afdeling.

## Landsholdskarrieren
Joachim Boldsen debuterede på det danske landshold 23. august 1998, og i de følgende ti år spillede han 186 landskampe og scorede 405 mål, inden han 30. september 2008 bekendtgjorde, at han ville stoppe på landsholdet. Som begrundelse angav han den øgede rejsetid som følge af skiftet til Barcelona. 
I sin landsholdskarriere opnåede han tre EM-bronze, en VM-bronze- og en EM-guldmedalje. Dertil kommer EM- og VM-guldmedalje på ungdomslandsholdet.

## Privat
Joachim Boldsen er gift med Nancy Rietveld Boldsen. De har sammen datteren Fleur (Rietveld Boldsen) fra marts 2007, Noelle, samt venter endnu et barn til april 2017.

## Resultater

### Landsholdet
- 2008 EM guld